# Slot (sluiting)

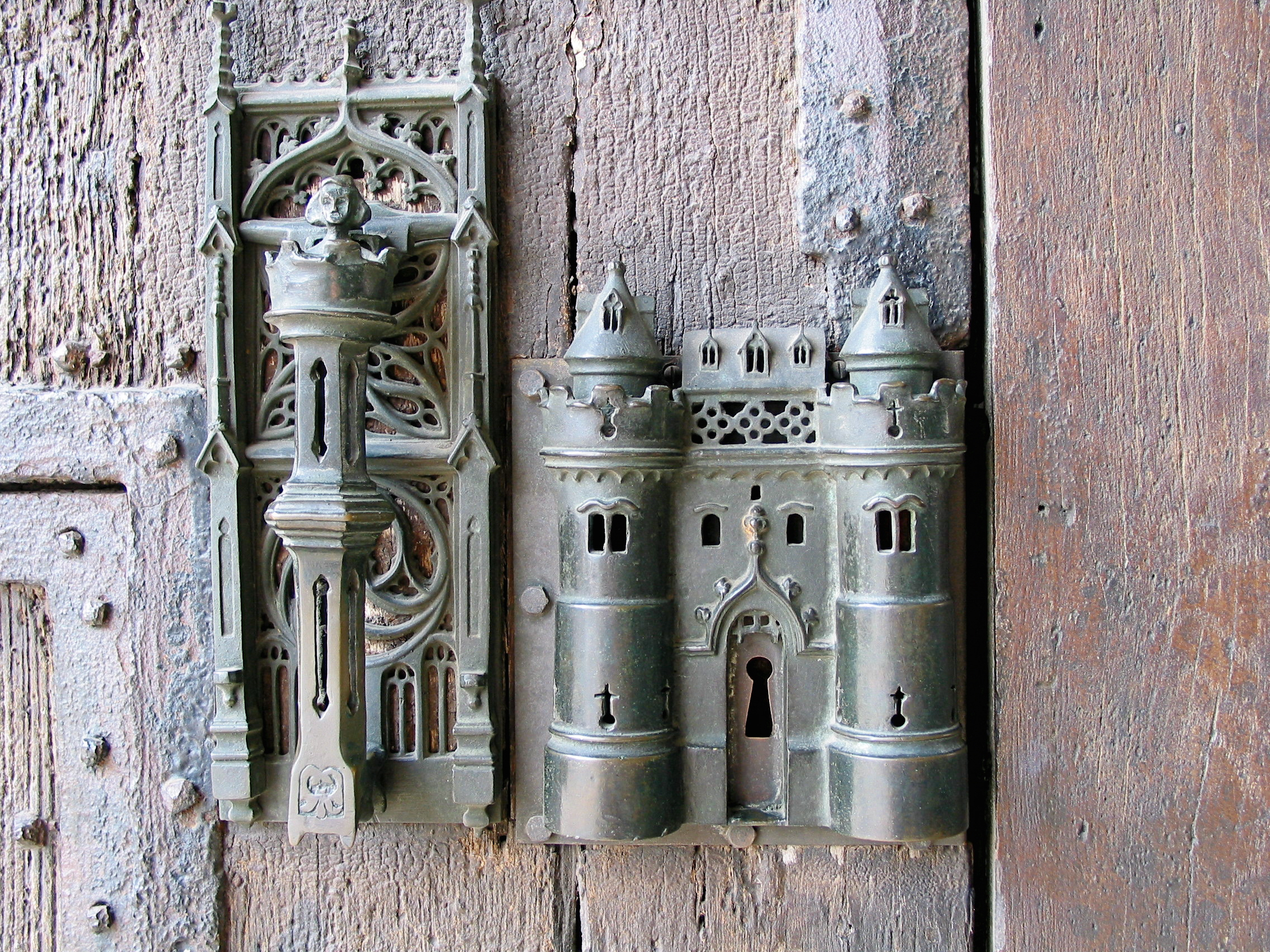
Slot van het gemeentehuis van Bergen (kopie).

Een slot is een mechanisme waarmee een voorwerp kan worden afgesloten. Sloten bestaan in vele soorten en maten, en zijn al sinds het oude Egypte bekend. Het voornaamste doel van een slot is het beperken van de toegang (meestal tot iets van waarde) tot een beperkte groep mensen die de beschikking hebben over de juiste sleutel.
Niet alleen bewaarplaatsen van waardevolle voorwerpen (variërend van juwelenkistjes tot bankkluizen), maar ook bijvoorbeeld woningen, vervoermiddelen en boeken kunnen met speciaal daarvoor ontworpen sloten worden afgesloten voor onbevoegden.
Vaak heeft een slot een met een sleutel beweegbaar gedeelte (schoot) dat in een sluitkom of sluitkast valt, waardoor bijvoorbeeld het draaien om een scharnier (zoals bij een deur of deksel) wordt verhinderd.

## Geschiedenis
De behoefte aan sloten bestaat al sinds de mensheid het begrip 'eigendom' kent. De eerste kostbaarheden werden niet weggesloten maar verstopt in de grond, grotten of holle bomen: een gewoonte die nooit helemaal is verdwenen. Er wordt beweerd dat de Akkadiërs in de 24e eeuw v.Chr. al een soort grendelslot in gebruik hadden, omdat er zegels uit die tijd bestaan waarop de god Shamash wordt afgebeeld met een op een sleutel gelijkend voorwerp in de hand. Dit zou echter ook een staf kunnen zijn. Men gaat er daarom meestal van uit dat het eerste slot rond 2000 v.Chr in het Oude Egypte is uitgevonden. Deze sloten, waarvan beschrijvingen bewaard zijn gebleven, werden in Egypte gemaakt om opslagplaatsen af te sluiten. De houten sleutels waren naar onze begrippen groot en werden op de rug gedragen. De eveneens van hout gemaakte sloten werkten ongeveer hetzelfde als een modern stiftcilinderslot. Het oudste bewaard gebleven slot werd gevonden in de ruïnes van Dur-Sharrukin, een vestingstad ongeveer 20 km ten noorden van Ninive in hedendaags Irak. Ten tijde van Sargon II was Dur-Sharrukin, beter bekend onder de naam Khorsabad, de hoofdstad van het Assyrische Rijk. Het aldaar gevonden slot stamt uit de 8e eeuw v.Chr. en was een variatie op het Egyptische slot. Het is overigens niet zeker dat de Egyptenaren het slot hebben uitgevonden: ook de Chinezen maakten al heel vroeg sloten, maar hiervan zijn nog geen voorbeelden gevonden die zo oud waren als het Assyrische slot.

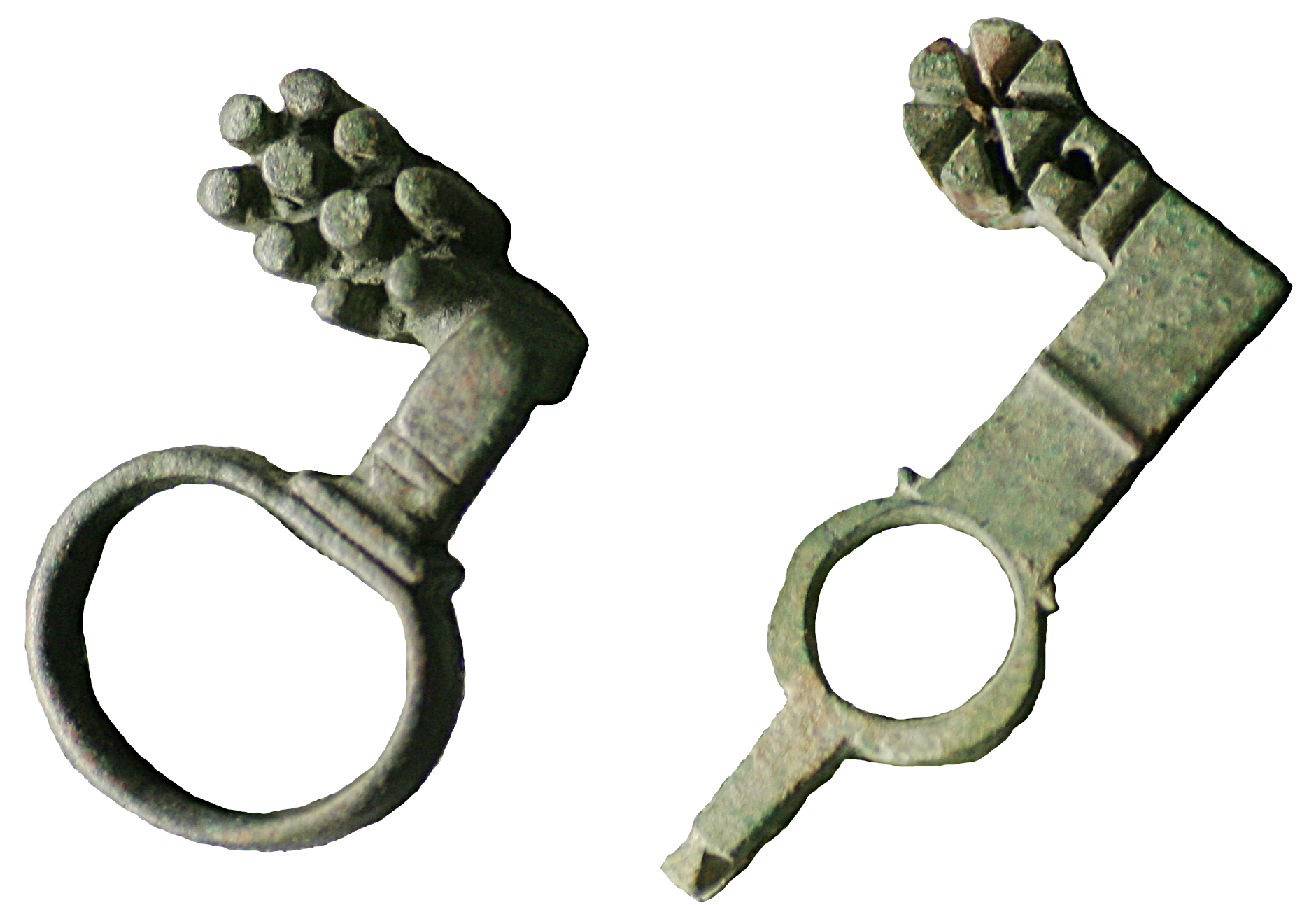
Romeinse sleutels voor valgrendelsloten uit de 2e of 3e eeuw.

In de Romeinse tijd werden de sloten van metaal gemaakt, voornamelijk van brons en ijzer. Mogelijk bestonden metalen sloten al in het Oude Griekenland en werden deze door de Romeinen overgenomen, maar dit is niet zeker. Door de groeiende bevolkingsconcentratie in steden, waardoor de inwoners niet iedereen meer kenden, nam de noodzaak van afsluitbare ruimtes toe. De sloten waren in eerste instantie zogenaamde valgrendelsloten: afgeleid van de Egyptische sloten, maar veel compacter in afmeting. De kleinere en dus veel lichtere sluitstiften vielen niet meer door hun eigen gewicht in het slot, maar werden door een bladveer naar beneden gedrukt. De kleine afmetingen maakten dat het slot niet alleen meer aan deuren, maar ook in kasten, kisten en hangsloten kon worden gemonteerd. Omdat de sloten meestal van ijzer waren, zijn hiervan weinig resten teruggevonden, maar dat het slot in de Romeinse tijd een veel toegepaste uitvinding was bewijzen de vele bronzen sleutels uit die tijd die zijn gevonden. Hierbij moet overigens wel worden opgemerkt dat in een bepaalde periode het dragen van een sleutel een statussymbool was, en er daarom ook sleutels werden gemaakt die uitsluitend als sieraad dienden.
Later ontwikkelden de Romeinen sloten waarbij de sleutel rond moest worden gedraaid: dit type slot zou tot het einde van de 18e eeuw vrijwel onveranderd in gebruik blijven en wordt heden nog steeds gebruikt. De eenvoudigste sloten waren de rechte- en bontebaardsloten: deze hadden een sleutelgat met een bepaalde vorm, waar enkel een sleutel met dezelfde vorm in paste. Deze sloten boden weinig bescherming tegen kwaadwillenden met speciale gereedschappen als haken en lopers. Daarom werden later door de Romeinen sloten bedacht met inwendige beveiligingen, ook wel bezettingen genoemd.

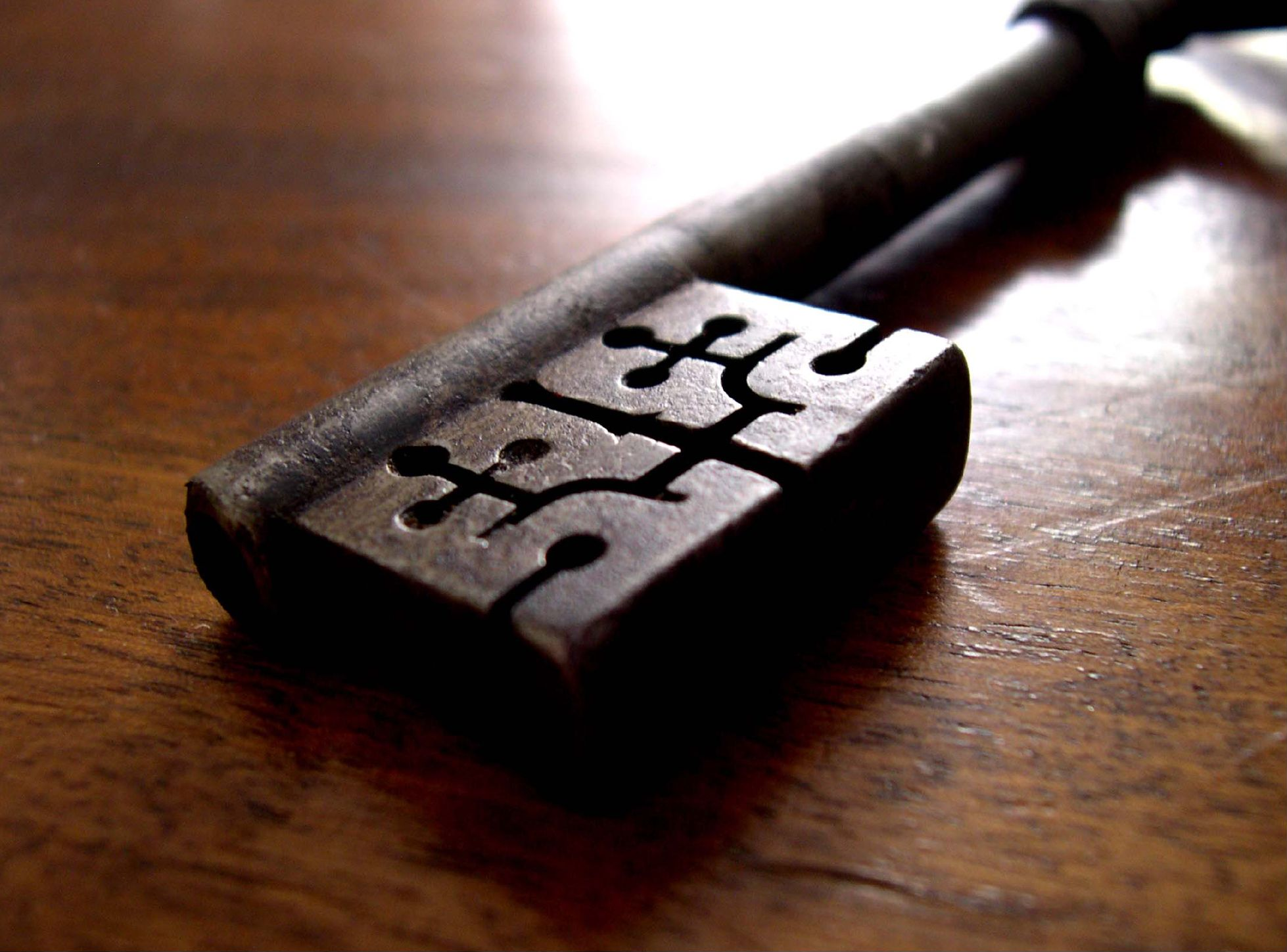
Vierkwartproefsleutel met binnendek, kogelkruizen, boven- en onderreep.

De eerste sloten met inwendige beveiliging hadden binnendekken of onderrepen. Bij sloten met binnendek had de sleutel een of meer insnijdingen aan de zijkant van de baard, die over de een of meer binnendekken van het slot schoven: een volbaardsleutel werd tegengehouden door de binnendekken en kon dus niet worden gedraaid. Een slot met onderrepen werkte volgens hetzelfde principe, alleen had de sleutel hierbij insnijdingen aan de onderzijde van de baard. Toch waren ook deze sloten niet erg veilig: als eenmaal de basisvorm bekend was pasten sleutels met maximaal uitgeslepen sleuven altijd. In de middeleeuwen werden sloten met meerdere en andersvormige bezettingen ontwikkeld. Om deze sloten te openen waren sleutels nodig met insnijdingen in meer dan één zijde, of met hoek-, kogel- of kruisvormige uitsparingen in de baard. Hier onder staan enkele gangbare sleuteltypes:
- Sleutel met zijreep (rechtebaardsleutel) - een sleuf in de baard, in het verlengde van de sleutel.
- Sleutel met boven- of onderreep - één of meer sleuven in de boven- of onderzijde van de baard (1 bezetting).
- Sleutel met binnendek - één of meer sleuven in de zijkant van de baard (1 bezetting).
- Kruissleutel met boven- of onderkruis - met één of meer kruisvormige uitsparingen in de boven- of onderzijde van de baard (1 bezetting).
- Halfproefsleutel met binnendek en kogel of kruis - een sleuf in de zijkant en een kogel- of kruisvormige uitsparing (2 bezettingen).
- Driekwartproefsleutel met binnendek, kruis en boven-of onderreep - een sleuf in de zijkant en boven- of onderzijde, en een kruisvormige uitsparing (3 bezettingen).
- Vierkwartproefsleutel met binnendek, kruis en/of kogel, boven- en onderreep (4 of meer bezettingen).

In de middeleeuwen werden steeds ingewikkeldere sleutels gemaakt, en de sloten werden uitbundig gedecoreerd. Vooral de Duitse en Franse slotenmakers waren vermaard om hun precieze en prachtig uitgevoerde sluitwerk. Op het gebied van de inwendige techniek was er echter amper vooruitgang ten opzichte van de oude Romeinse sloten. De enige manier om de veiligheid te verhogen was door de sleutelopening te verbergen met behulp van verborgen schuifjes, of door valse sleutelgaten in het slot te plaatsen. Tot ver in de 18e eeuw bleef de technische ontwikkeling van het slot stilstaan en bleef het Romeinse slottype in gebruik.

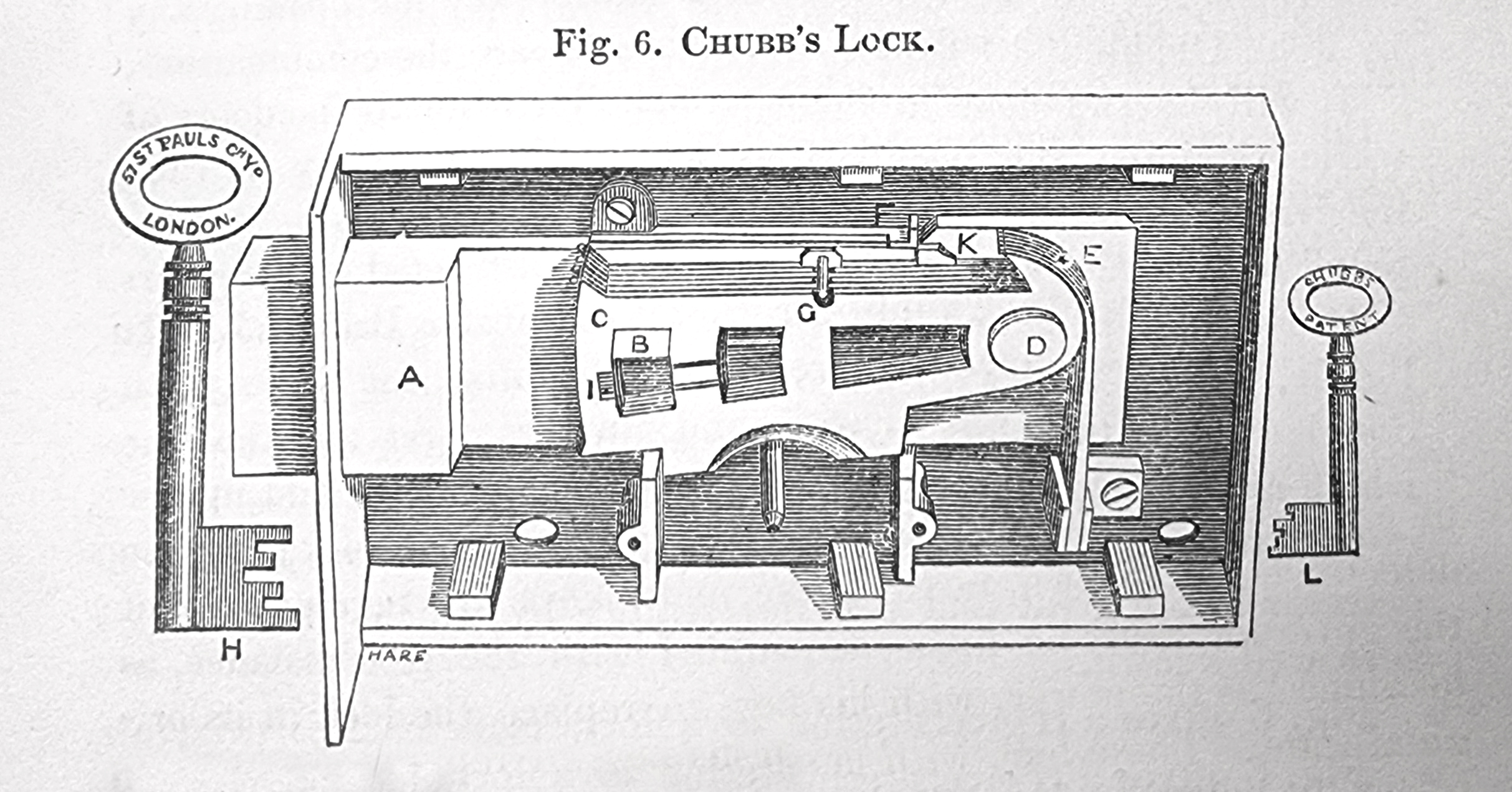
Het Chubbslot met 7 klavieren.

Pas in 1778 werd het klavierslot uitgevonden door de Engelsman Robert Barron. Slotklavieren zijn een soort hefboompjes die door veren omlaag worden gedrukt en de slotschoot blokkeren. Door de passende sleutel rond te draaien worden de klavieren tot een bepaalde hoogte opgetild, waardoor de blokkade wordt opgeheven. Wanneer niet de juiste sleutel wordt gebruikt worden de klavieren te hoog of niet hoog genoeg opgetild en blijft het slot geblokkeerd. Het Barronslot had twee klavieren en later werden sloten met meer klavieren gemaakt. Het klavierslot was veel lastiger te manipuleren dan het rechte- en bontebaardslot met inwendige beveiliging, en dus veel veiliger. Een bijkomend voordeel was dat het slot en de bijbehorende sleutels veel eenvoudiger en dus goedkoper waren te produceren. Klaviersloten worden ook heden nog gebruikt, onder andere in kast- en binnendeursloten. In 1818 verbeterde Jeremiah Chubb uit Portsmouth het slot door een extra veer aan de bovenzijde te monteren die te hoog opgetilde klavieren vasthield, waardoor het slot werd geblokkeerd. Het Chubbslot kon daarna enkel met de juiste sluitel gedeblokkeerd worden en de eigenaar wist dan ook meteen dat iemand met het slot geknoeid had.
In 1784 patenteerde Joseph Bramah het eerste moderne cilinderslot; een slot bestaande uit een cilinder en een behuizing. Het Bramahslot met buisvormige sleutel had veel overeenkomsten met een modern radiaalslot. Bij een cilinderslot zijn veel meer sleutelvariaties mogelijk dan bij een klavierslot en het was dus een stuk veiliger. Een klavierslot heeft maximaal enkele honderden combinatiemogelijkheden, terwijl een cilinderslot wel een miljoen verschillende combinatiemogelijkheden kan hebben. Het Bramahslot was erg prijzig en werd voornamelijk in brandkasten toegepast.
De Amerikaanse uitvinder Linus Yale patenteerde in 1844 het eerste stiftcilinderslot, dat er wel nog wat anders uitzag dan de huidige sloten. Zijn zoon Linus jr. verbeterde zijn vaders uitvinding en in 1861 maakte hij een stiftcilinderslot dat vrijwel hetzelfde werkte als de hedendaagse cilindersloten. In de cilinder werd over de gehele lengte een profiel gefreesd, waarin een sleutelprofiel met exact dezelfde vorm wordt gestoken. Daarom wordt een cilinderslot ook wel een profielcilinder genoemd. Dit type cilinderslot was vrij eenvoudig te produceren en verving in de 20e eeuw het klavierslot als meest gebruikte slot in buitendeuren. Heden is dit nog steeds het meest gebruikte slottype.

## Sloten
Vanouds is een deurslot een mechaniek dat in of op een deur gemonteerd is. Een insteekslot wordt in een deur aangebracht, terwijl een oplegslot tegen een deur wordt bevestigd. De schoot is het onderdeel dat uit de deur schuift en in de sluitplaat op de deurpost valt bij het sluiten c.q. op slot draaien van de deur.
Indien het slot slechts één schoot heeft, die door de deurkruk wordt bediend, spreekt men van dagslot, loopslot of kamerdeurslot. De dagschoot is meestal schuin en kan worden ingedrukt. Hierdoor is het mogelijk de deur dicht te trekken zonder de deurkruk te bedienen, zelfs als er geen deurkruk aanwezig is. Nadeel hiervan is dat men kan 'flipperen': ook als er geen deurkruk is, kan men met een kaartje tussen deur en deurpost de dagschoot terugduwen.
Vaak bevat het slot een dagschoot die met de deurkruk wordt bediend en een nachtschoot, die met een sleutel wordt bediend. Men spreekt van dag- en nachtslot. Bij kastdeuren is meestal alleen sprake van een nachtschoot. Bij toiletdeuren wordt de nachtschoot niet met een sleutel maar met een hendel bediend en alleen aan de binnenzijde.
Bij veel moderne sloten kan de dagschoot gedraaid worden, vaak zonder dat men de slotkast behoeft te openen, hierdoor is het slot aan te passen aan de gewenste draairichting van de deur.
Veel dag- en nachtsloten hebben een ingebouwde dagschoothevel.
Is het nachtslot open en draait men de sleutel verder, dan zorgt de dagschoothevel ervoor dat het dagslot geopend wordt.
Hierdoor kan men het dagslot van buitenaf openen, ook als er aan de buitenkant geen deurkruk zit, zoals bij veel voordeuren het geval is.
Er bestaat een modern (voordeur)slot dat beveiligd is tegen 'flipperen'.
Bij deze methode wordt een plastic plaatje tussen deur en kozijn geschoven, waardoor de dagschoot wordt ingedrukt.
Het beveiligde slot heeft onder de dagschoot nog een kleine veiligheidsschoot.
De twee schoten kunnen samen worden ingedrukt, maar als de veiligheidsschoot ingedrukt is, dan kan de dagschoot niet worden ingedrukt.
Is de deur open, dan steekt de veiligheidsschoot uit, en de dagschoot natuurlijk ook.
De deur kan nu worden dichtgetrokken.
De dagschoot wordt door de deurpost ingedrukt en valt in de sluitkom.
De veiligheidsschoot wordt ook ingedrukt, en blijft ingedrukt.
Hiermee wordt de dagschoot vergrendeld, zodat het niet meer mogelijk is de dagschoot (met flipperen) in te drukken.
Natuurlijk blijft het mogelijk de deur met de sleutel te openen.

## Losse cilinder
Een modern deurslot heeft in plaats van een sleutelgat een wijdere opening, waarin een losse cilinder past. Een cilinderslot heeft een geheel ander model sleutel, waarmee het slot wordt bediend. De cilinder kan eenvoudig worden vervangen, zonder het hele slot te demonteren. Zo kan het slot snel en gemakkelijk geschikt worden gemaakt voor een andere sleutel. Soms is dat gewenst om er zeker van te zijn dat alleen bevoegde personen een sleutel hebben of krijgen.

## Onderscheid in sloten
Sloten kunnen op verschillende wijzen worden onderverdeeld.

### Naar functie
- bijzetslot - een extra slot
- hoofdslot - het belangrijkste slot

### Naar bevestigingswijze
- hangslot - dit is een loshangend en vrij te verplaatsen slot
- inbouwslot - dit type slot wordt vrijwel geheel in een deur weggewerkt
- oplegslot - dit type slot wordt aan de binnenzijde tegen een deur gemonteerd

### Naar gebruiksdoel

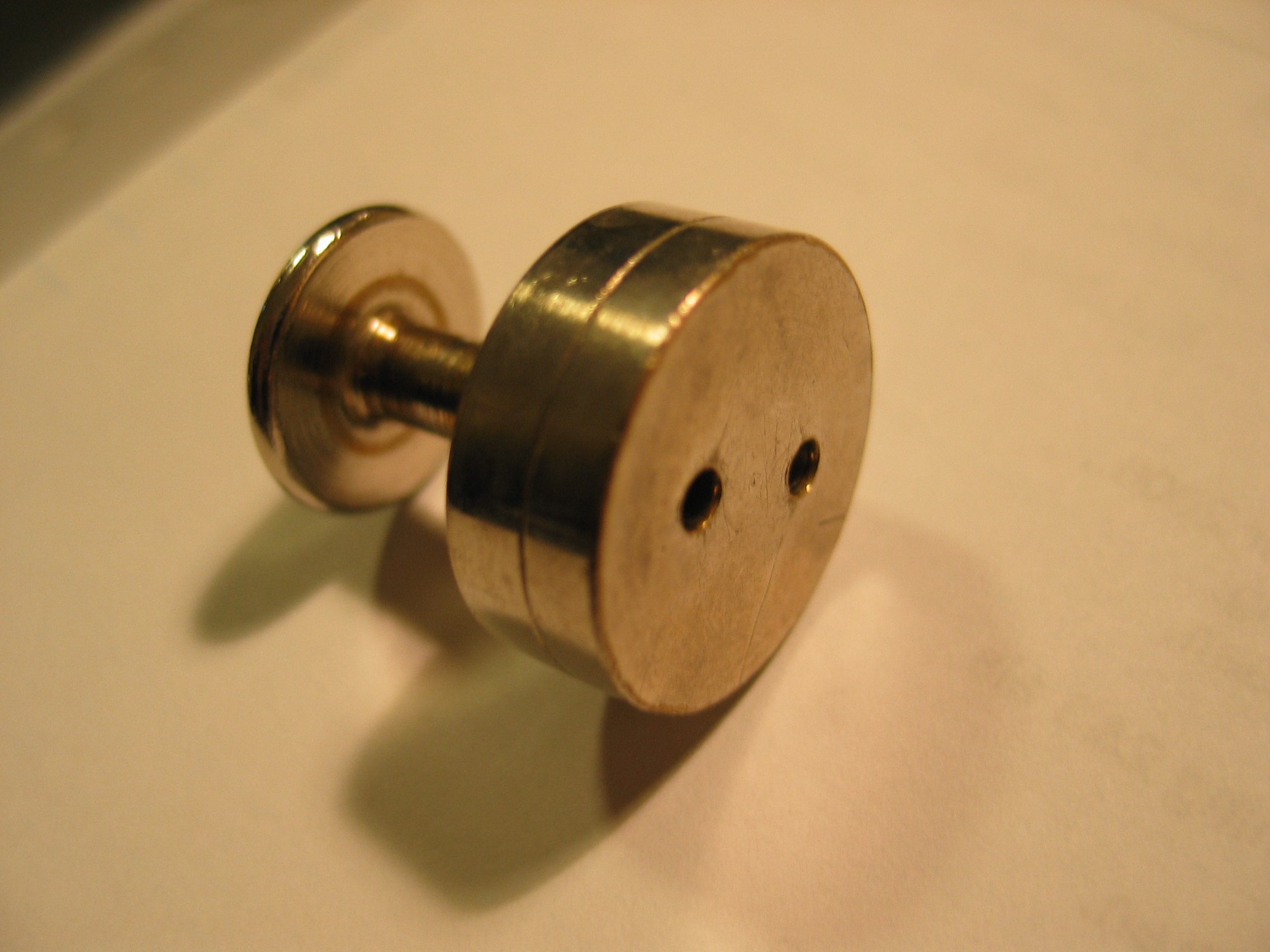
Zweeds slot

- contactslot - beperkt het gebruik van bijvoorbeeld een vervoermiddel
- deurslot - sluit een deur af
- fietsslot - voorkomt diefstal van de fiets
- kastslot - sluit een kast af
- Kensingtonslot (ook genoemd: K-Slot) - beveiligt elektrische apparaten tegen diefstal
- kistsluiting, of eierkistsluiting - een uit twee delen bestaand slot om een kist te kunnen afsluiten
- kluisslot - beschermt waardevolle zaken in een kluis
- overvalsluiting - voor het afsluiten van bijvoorbeeld een kist
- raamslot - voorkomt het ongewenst openen van een raam
- Zweeds slot - gebruikt voor het sluiten van fixatiematerialen

### Naar techniek van het inwendige
- bontebaardslot

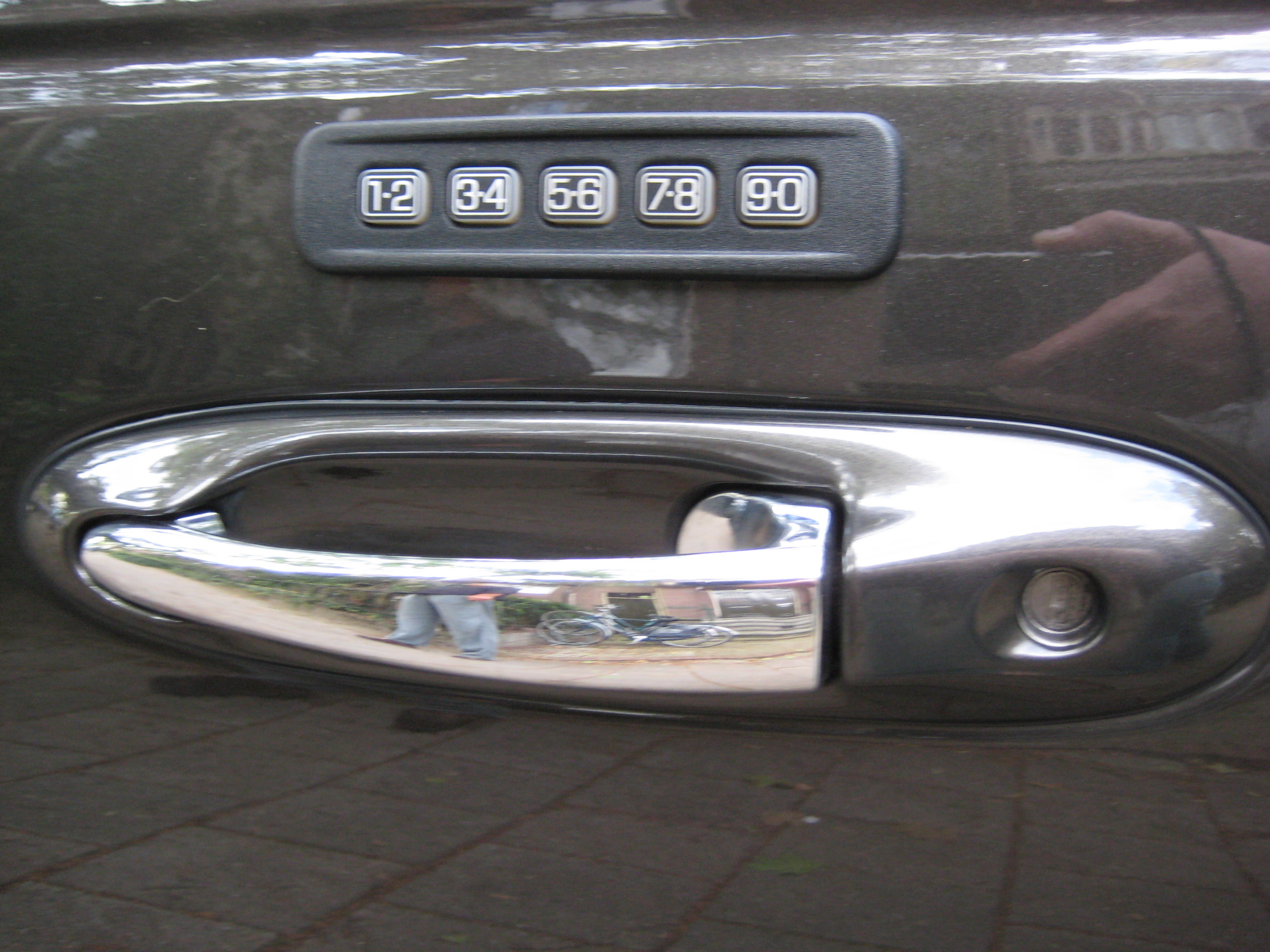
Een digitaal slot op een Lincoln

- cilinderslot (met veiligheidsrozet tegen het afkraken van de cilinder met een tang)
- combinatieslot
- elektronisch slot
- klavierslot
- basculeslot

## Doornmaat en slotsparing

Doornmaat

Sloten kennen twee relevante afmetingen, dit zijn de doornmaat en de slotsparing. De doornmaat is de afstand tussen door voorzijde van het slot en het hart van het slot, of het gat waarin de deurkruk gemonteerd wordt. De slotsparing is de afstand in millimeter van het krukgat tot het slotgat of sleutelgat. Deze afstand wordt ook wel de hart-op-hart afstand genoemd.

## Elektronische sloten
Mechanische sloten zijn nog steeds de meest gangbare manier om voorwerpen mee af te sluiten. Echter, een alsmaar toenemende digitalisering heeft ervoor gezorgd dat er ook elektronische sloten zijn. Zowel sleutelkaarten als de sloten kunnen worden geprogrammeerd om toegang tot verschillende delen van het gebouw toe te staan of te beperken. Traditionele sleutels maken in dit geval plaats voor RFID-sleutelkaarten (ook vormgegeven als tag die aan een koord kan hangen) waarbij de kaart voor een sensor gehouden wordt om toegang te krijgen. Daarbij kan geprogrammeerd worden tot welke deuren toegang wordt verleend. Ook bestaat de mogelijkheid om alleen toegang te verlenen binnen een bepaald tijdsbestek. Mag de houder van de kaart geen toegang meer hebben, dan wordt de kaart ongeldig gemaakt zonder dat hij wordt ingeleverd. Dit maakt het ook mogelijk een zoekgeraakte kaart ongeldig te maken. Deze toename in controle (en daarmee veiligheid) zorgt ervoor dat elektronische sloten steeds vaker worden gebruikt door bedrijven, scholen, overheidsinstanties en woningcorporaties.

## Dronkenmansslot

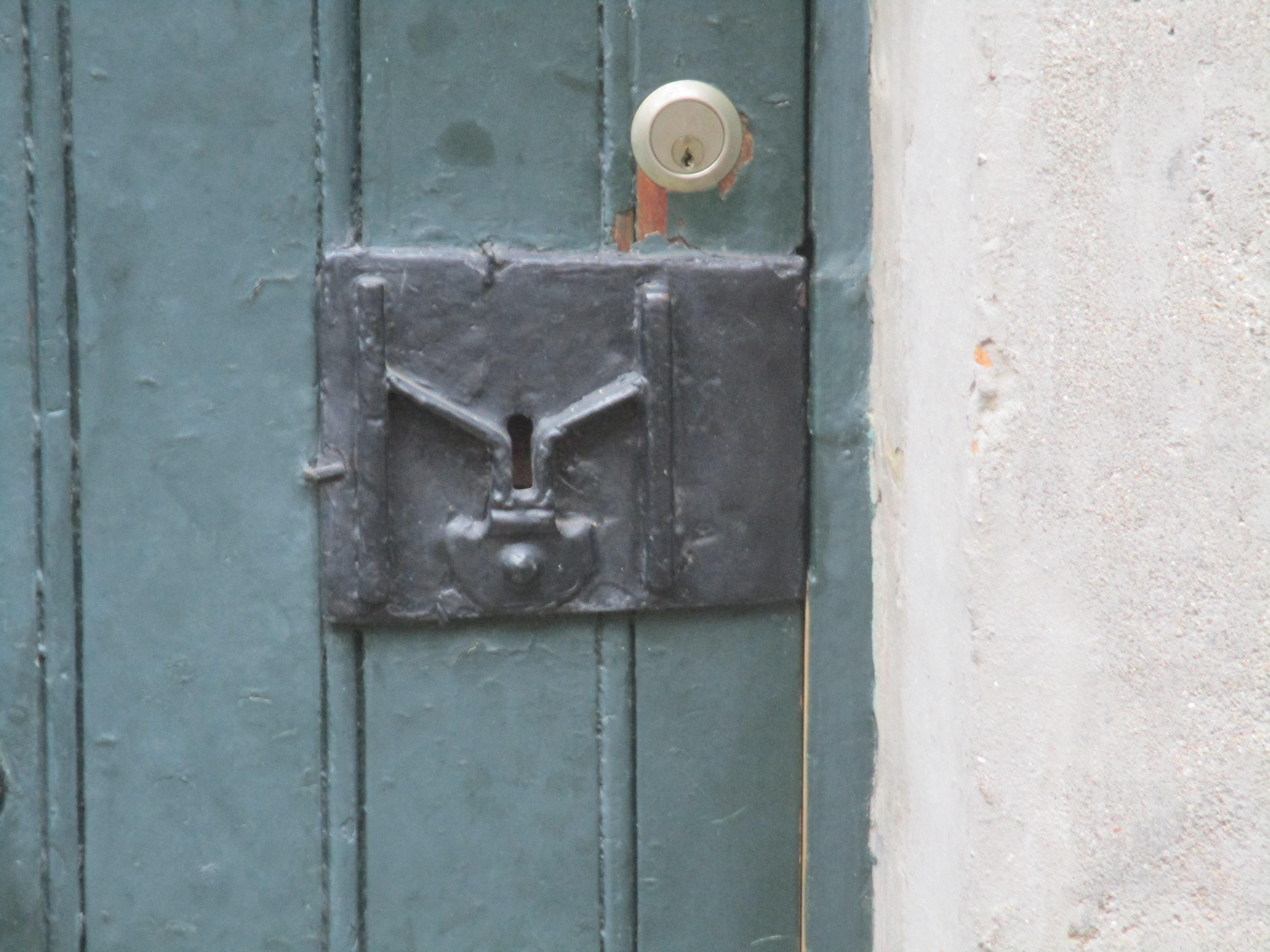
Dronkenmansslot beneden (zwart slot) versus een gewoon modern slot (boven)

Een speciaal type slot, daterend van in de middeleeuwen, is een gotisch slot. Deze sloten zijn o.a. nog terug te vinden op verschillende deuren van het Liers begijnhof. De sloten worden vaak als een dronkenmansslot aangeduid. In tegenstelling tot wat de naam doet vermoeden, heeft het niets te maken met dronkaards te helpen hun sleutel in het sleutelgat te krijgen, maar werd het slot zo gebouwd om in het donker het sleutelgat eenvoudiger terug te vinden. Al is er over deze verklaring nog twijfel en zouden de ornamenten op de sloten zuiver esthetisch zijn.